# Kiphire
Kiphire es una ciudad situada en el distrito de Kiphire en el estado de Nagaland (India). Su población es de 16487 habitantes (2011). Se encuentra a 254 km de Kohima. 

## Demografía
Según el censo de 2011 la población de Kiphire era de 16487 habitantes, de los cuales 8587 eran hombres y 7900 eran mujeres. Kiphire tiene una tasa media de alfabetización del 87,33%, superior a la media estatal del 79,55%: la alfabetización masculina es del 90,41%, y la alfabetización femenina del 83,95%.